# Made to Be Broken
Made to Be Broken is het tweede studioalbum van de Amerikaanse rockband Soul Asylum. Daarnaast was het ook het eerste in een reeks van drie van Soul Asylum-albums die in 1986 uitkwamen.

## Nummers
1. Tied to the Tracks – 2:45
2. Ship of Fools – 2:48
3. Can't Go Back – 3:05
4. Another World, Another Day – 1:59
5. Made to Be Broken – 2:35
6. Never Really Been – 2:52
7. Whoa! – 2:32
8. New Feelings – 1:46
9. Growing Pain – 2:17
10. Long Way Home – 2:27
11. Lone Rider – 1:50
12. Ain't That Tough – 3:34
13. Don't It (Make Your Troubles Seem Small) – 2:48